# Harvard Stadium
Harvard Stadium – stadion sportowy w Allston na przedmieściach Bostonu, w Stanach Zjednoczonych. Został otwarty 14 listopada 1903 roku. Może pomieścić 30 323 widzów. Obiekt należy do Uniwersytetu Harvarda, wykorzystywany jest m.in. przez drużynę futbolu amerykańskiego uniwersyteckiego klubu sportowego Harvard Crimson.

## Historia
Stadion powstał na terenie podarowanym Uniwersytetowi Harvarda przez Henry’ego Lee Higginsona w 1890 roku. Obiekt wybudowano w 1903 roku (prace ruszyły na początku lipca), a koszt powstania wyniósł 310 000 $, z czego 100 000 $ przeznaczyli w formie podarunku absolwenci Harwarda z 1879 roku. Otwarcie areny miało miejsce 14 listopada 1903 roku, choć nie była ona wówczas jeszcze w pełni ukończona. Nowy stadion posiadał żelbetowe trybuny w kształcie podkowy, z pozostawioną otwartą przestrzenią od strony północnej. Był to pionierski projekt wykorzystujący żelbet na tak dużą skalę.
Od początku stadion służył uniwersyteckiej drużynie futbolu amerykańskiego. W 1906 roku debatowano nad zmianami w przepisach, by uczynić ten sport bezpieczniejszym. Proponowane było m.in. powiększenie pola gry, jednak nie zdecydowano się na taki ruch ponieważ nowo wybudowany, wyjątkowy na owe czasy, Harvard Stadium posiadał permanentne trybuny nie pozwalające na zbytnie rozszerzenie boiska, co stanowiło istotny argument w debacie. Zdecydowano się natomiast m.in. na wprowadzenie tzw. forward pass.
Po dodaniu tymczasowych trybun od strony północnej pojemność stadionu wynosiła 57 166 widzów. Trybuny te zlikwidowano w 1951 roku. W 1998 roku za północnym krańcem stadionu oddano do użytku tzw. Murr Center, budynek mieszczący pomieszczenia do gry w tenisa oraz squasha. Pojemność stadionu wynosi obecnie 30 323 widzów. W latach 2006–2007 obiekt wyposażono w sztuczną murawę i oświetlenie. Od 1987 roku obiekt posiada status National Historic Landmark.
Na stadionie w przeszłości rozgrywano amerykańskie eliminacje lekkoatletyczne przed igrzyskami olimpijskimi. Obiekt był wykorzystywany przez wiele drużyn sportowych, m.in. przez Boston Patriots na początku lat 70. XX wieku. Stadion był także jedną z aren turnieju piłkarskiego podczas Letnich Igrzysk Olimpijskich 1984. Rozegrano na nim sześć spotkań fazy grupowej tych zawodów.